# John Pérez

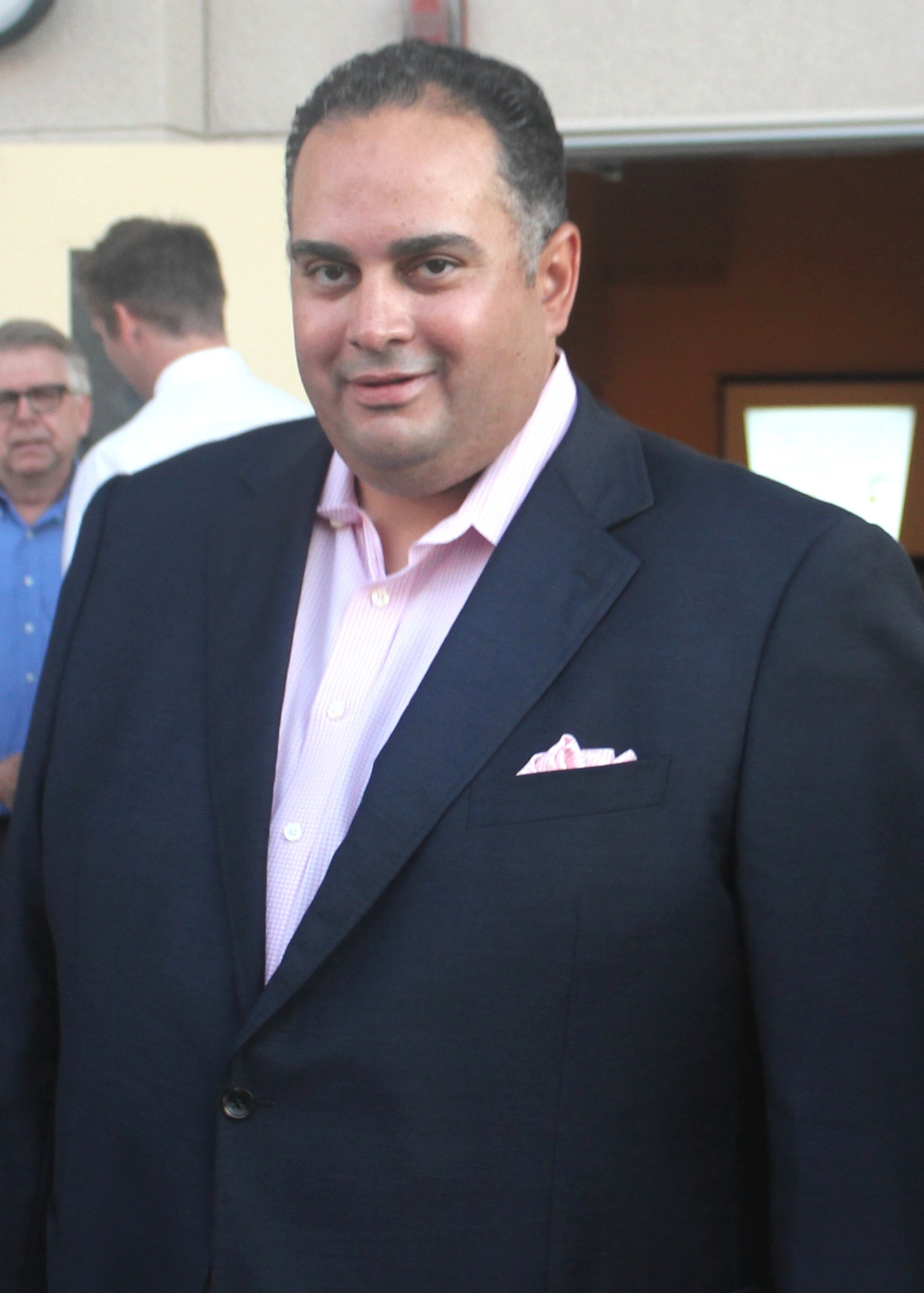
John Pérez (2011)

John A. Pérez (* 28. September 1969) ist ein US-amerikanischer Politiker.

## Leben
Pérez, der einer mexikanischen katholischen Einwanderungsfamilie entstammt, studierte an der University of California in Berkeley. Nach seinem Studium war er sieben Jahre lang für die Gewerkschaft United Food and Commercial Workers in Kalifornien tätig. Peréz ist Mitglied der Demokratischen Partei. Im Dezember 2008 wurde er – als Nachfolger von Fabian Núñez in seinem Wahlbezirk südlich von Los Angeles – Abgeordneter in der California State Assembly. Im März 2010 trat er die Nachfolge von Karen Bass als Speaker dieser Parlamentskammer an. Pérez lebt offen homosexuell in Los Angeles.